# Marija Gimbutas
Marija Biruté Alseikaité o Marija Gimbutiené, generalment coneguda com a Marija Gimbutas, (Vílnius, Lituània, 23 de gener de 1921 - Los Angeles, Califòrnia, 2 de febrer de 1994) va ser una arqueòloga lituana.
Va estudiar lingüística i arqueologia a Viena i es va doctorar a Tubingen (Alemanya), el 1946. Poc després, emigrà als Estats Units, on durant dotze anys va treballar a la Universitat Harvard i posteriorment a la  Universitat de Califòrnia a Los Angeles (UCLA University).
Entre 1967 i 1980, va excavar jaciments neolítics als Balcans, com els de Sitagroi i Akileion. El 1974, publica The Goddesses and Gods of Old Europe (Les dees i déus de l'antiga Europa); el 1989, The language of the Goddess (El llenguatge de la deessa), i el 1991 The Civilization of the Goddess (La civilització de la deessa), obres que es consideren entre les més significatives de la seva extensa producció.
Marija Gimbutas va donar a conèixer l'existència d'una civilització anterior a l'arribada a Europa dels pobles aris o indoeuropeus, l'anomenada «cultura prehistòrica de la Dea Mare» o de la Vella Europa, que hauria perdurat uns vint-i-cinc segles. Segons ella, abans de l'arribada dels aris patriarcalistes, les cultures europees eren de caràcter matriarcal, ginocèntriques (ella en deia gilàniques) o ginecocràtiques, articulades al voltant del culte a la Deessa mare Terra.
També va teoritzar sobre l'origen dels pobles aris i la seva Urheimat o pàtria d'origen. Considerava que aquestes poblacions provenien de les estepes al nord de la mar Negra, de la cultura dels kurgans, una mena de túmuls funeraris que s'estenen des del llac Baikal fins a la mar Negra. La domesticació del cavall hauria estat la base del patriarcalisme ari i hauria permès la ràpida expansió territorial d'aquells guerrers. Aquesta hipòtesi és la que sol ser més majoritàriament acceptada per la comunitat arqueològica internacional entre les moltes altres que pretenen explicar l'origen dels indoeuropeus.
L'impacte de les teories de Marija Gimbutes ha estat rotund. L'especialista en mitologia comparada Joseph Campbell va comparar-les amb la descoberta de la pedra de Rosetta i el desxiframent dels jeroglífics.